# サッカーダルフール代表
サッカーダルフール代表（サッカーダルフールだいひょう）は、ダルフールサッカー協会により編成されるダルフールのサッカーのナショナルチームである。ダルフール代表は、FIFA及び、CAFに加盟していない。しかし、NF-Boardに暫定会員として加盟している。またConIFA会員でもある。
2012年3月、チャドにある12の難民キャンプ（ダルフール紛争により発生）より代表選考を兼ねたトライアウトを行い、ダルフール代表が誕生した。最初に16人が選出され、続いて交代要員として4人が選出された。監督にはアメリカのマーク・ハドソンが就任。彼ら20人の選手は全員難民キャンプより合流し 、同年6月にイラク・クルディスタンで開催されたVIVAワールドカップに参戦した。
VIVAワールドカップでは全員10代、20代の選手で挑んだこともあり、北キプロスに0-15,プロヴァンスに0-18と惨敗しグループリーグ敗退。8位決定戦でも西サハラに1-5と敗れて、9位（最下位）に終わった。しかし、西サハラ戦でムバラク・ハガー・デュオゴム（Moubarak Haggar Dougom）が46分に代表初ゴールを記録した。
2014年に開催されたConIFAワールドフットボール・カップでは、グループリーグでパダーニャに0-20，南オセチアに0-19と惨敗。更に順位決定戦1回戦でナゴルノ・カラバフに0-12、順位決定戦2回戦でタミル・イーラムに0-10と大敗し、4戦全敗，無得点61失点という大惨敗〈12位（12チーム中）の最下位〉に終わった。これは、米国の支援組織米国の支援組織i‐ACTと、ConIFAのメンバーたちの尽力でやっと参加できた様であり、スパイクを初めて履いたという選手もいた程、他チームと実力差があり過ぎたためであった。しかし最後まで諦めずにプレーした態度が買われ、フェアプレー賞を受賞した。
ユニフォームのスポンサーはアディダス、公式スポンサーは国際連合難民高等弁務官事務所が務めている。

## ワールドカップの成績
| 開催年                             | 結果               | 試合               | 勝利               | 引分               | 敗戦               | 得点               | 失点               |
| VIVAワールドカップ                 | VIVAワールドカップ | VIVAワールドカップ | VIVAワールドカップ | VIVAワールドカップ | VIVAワールドカップ | VIVAワールドカップ | VIVAワールドカップ |
| ---------------------------------- | ------------------ | ------------------ | ------------------ | ------------------ | ------------------ | ------------------ | ------------------ |
| 2006                               | 不参加             | -                  | -                  | -                  | -                  | -                  | -                  |
| 2008                               | 不参加             | -                  | -                  | -                  | -                  | -                  | -                  |
| 2009                               | 不参加             | -                  | -                  | -                  | -                  | -                  | -                  |
| 2010                               | 不参加             | -                  | -                  | -                  | -                  | -                  | -                  |
| 2012                               | 9位                | 3                  | 0                  | 0                  | 3                  | 1                  | 38                 |
| ConIFAワールドフットボール・カップ |                    |                    |                    |                    |                    |                    |                    |
| 2014                               | 12位               | 4                  | 0                  | 0                  | 4                  | 0                  | 61                 |
| 合計                               | 2/6                | 7                  | 0                  | 0                  | 7                  | 1                  | 99                 |